# Бабушкинский район (Москва)
Ба́бушкинский райо́н — район в Северо-Восточном административном округе города Москвы, которому соответствует внутригородское муниципальное образование муниципальный округ Бабушкинский.
Территория района — 507 га. Население — 88 627 чел. (2024).

## История
В XIX веке здесь (в районе современной улицы Чичерина) располагалось сельцо Филино. В 1900—1910-х годах земли рядом с сельцом Филино принадлежали Рихтерам. В поместье Рихтера слесарем-водопроводчиком работал отец лётчика Бабушкина. Сам будущий лётчик следил за состоянием машины Рихтера, и именно здесь, в окрестностях Филино, у лётчика появился интерес к технике. Рихтерами был создан парк на берегу Яузы, который стал известен как парк имения Рихтера. В справочнике 1913 года «Лосиноостровская и её окрестности» имени Рихтера и Филино указаны, как одна из местностей возле станции Лосиноостровская. Территория к востоку от Филино застраивается дачами будущего Лосиноостровска в 1910—1920-х годах, а само сельцо исчезает в это же время. Непосредственно на территории самого Филино в советское время организована школа. К моменту включения Бабушкина в состав Москвы территория бывшего Филино стала западной частью города, известной как полевой городок метростроевцев, или просто Полевой городок. Полевой городок отделяла от уже одичавшего и заросшего Парка имения Рихтера построенная в 1930-х годах служебная железнодорожная ветка.
В 1925 году посёлок Лосиноостровская стал городом Лосиноостровск, а в 1939 году он был переименован в Бабушкин в честь полярного лётчика М.С. Бабушкина, родившегося около посёлка.
История города (не района) Бабушкин также связана с именем Героя Советского Союза Жени Рудневой. Одна из улиц района носит её имя, а в начале улицы поставлен памятник храброй лётчице.
В 1960 году, при строительстве МКАД, город Бабушкин был включён в состав Москвы. Район массового жилищного строительства приблизительно с 1965 по 1990 год. В нынешних границах Бабушкинский район существует с августа 1991 года, после разделения Москвы на административные округа и образования менее крупных, чем ранее, районов.
Современный район Бабушкинский — это лишь часть (центр) Бабушкинского района, существовавшего до 1991 года на месте города Бабушкина. Другие части исторического Бабушкинского района в настоящее время являются отдельными районами, и носят названия Ярославский (восток), Свиблово (юг) и Лосиноостровский (север).

## Население
| 2002    | 2010    | 2012    | 2013    | 2014    | 2015    | 2016    |
| ------- | ------- | ------- | ------- | ------- | ------- | ------- |
| 77 491  | ↗86 210 | ↗86 814 | ↗86 978 | ↗87 519 | ↗87 594 | ↗88 217 |
| 2017    | 2018    | 2019    | 2020    | 2021    | 2023    | 2024    |
| ↘88 152 | ↗88 296 | ↗88 537 | ↗88 691 | ↘67 099 | ↗68 075 | ↗88 627 |

### Национальный состав
По итогам переписи населения 2020 года проживали следующие национальности (национальности менее 0,1 % и другое, см. в сноске к строке «Другие»):
| Национальность | Численность, чел. | Доля     |
| -------------- | ----------------- | -------- |
| Русские        | 50 046            | 74,59 %  |
| Татары         | 618               | 0,92 %   |
| Армяне         | 376               | 0,56 %   |
| Украинцы       | 366               | 0,55 %   |
| Узбеки         | 182               | 0,27 %   |
| Евреи          | 181               | 0,27 %   |
| Киргизы        | 175               | 0,26 %   |
| Грузины        | 159               | 0,24 %   |
| Азербайджанцы  | 153               | 0,23 %   |
| Белорусы       | 125               | 0,19 %   |
| Таджики        | 71                | 0,11 %   |
| Другие         | 14 647            | 21,81 %  |
| Итого          | 67 099            | 100,00 % |

## Парки и скверы

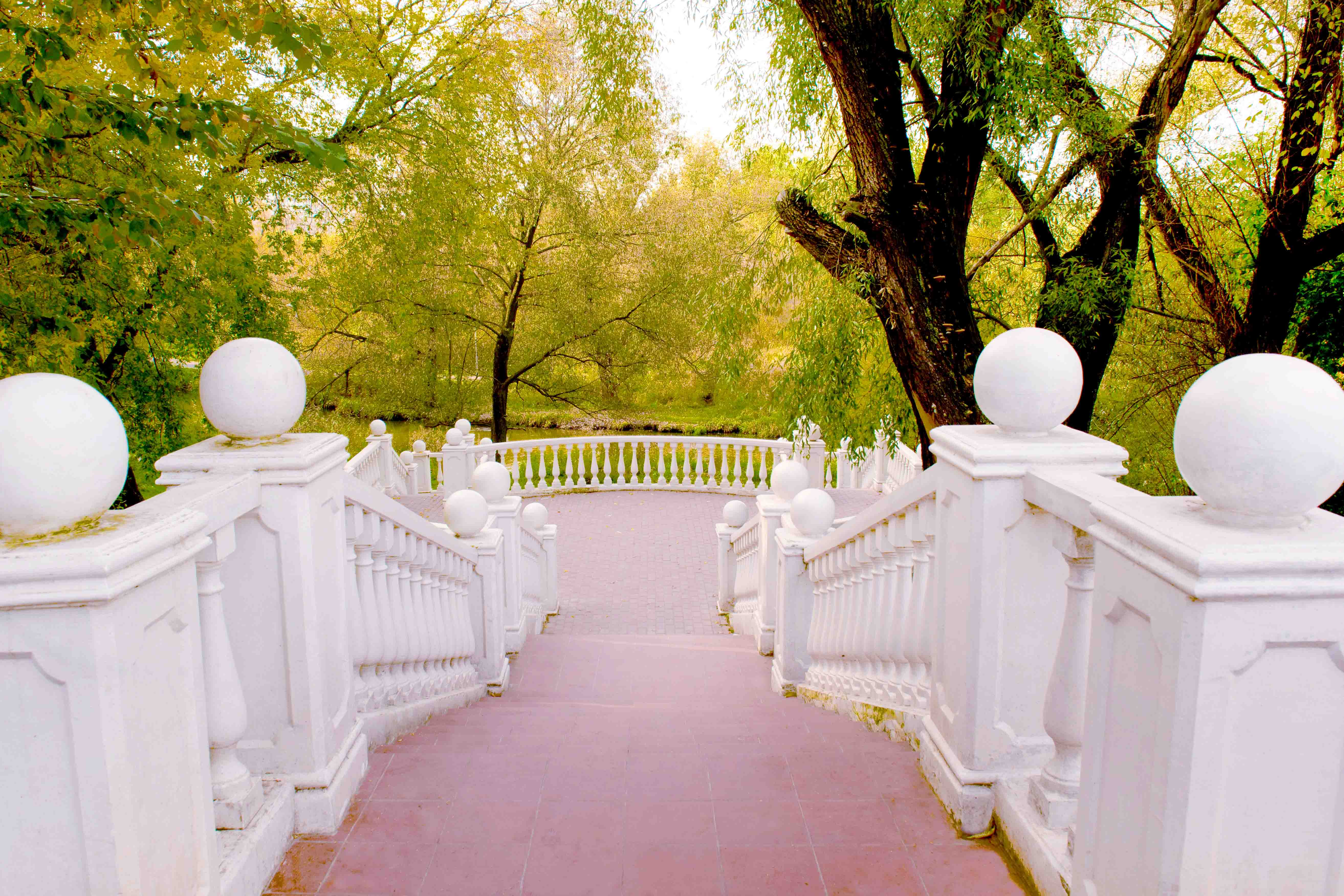
Сквер по Олонецкому проезду

### Сквер по Олонецкому проезду
Парк протянулся вдоль течения реки Яузы в районах Бабушкинский, Северное и Южное Медведково. Его площадь на территории Бабушкинского района составляет около 30 гектаров — бо́льшую его часть составляет лесной массив, прорезанный прогулочными дорожками. В зелёной зоне располагается более десятка детских площадок, площадка для выгула собак и спортивные площадки — площадки с тренажёрами и воркаутами, площадки для игры в волейбол и пинг-понг. В северо-восточной части парка располагается физкультурно-оздоровительный комплекс «Яуза» с футбольным стадионом, теннисными кортами и крытым катком. С остальной частью парка зелёная зона соединяется мостом через Яузу.
Около улицы Менжинского в зелёной зоне находится декоративная беседка с колоннадой в классическом стиле.

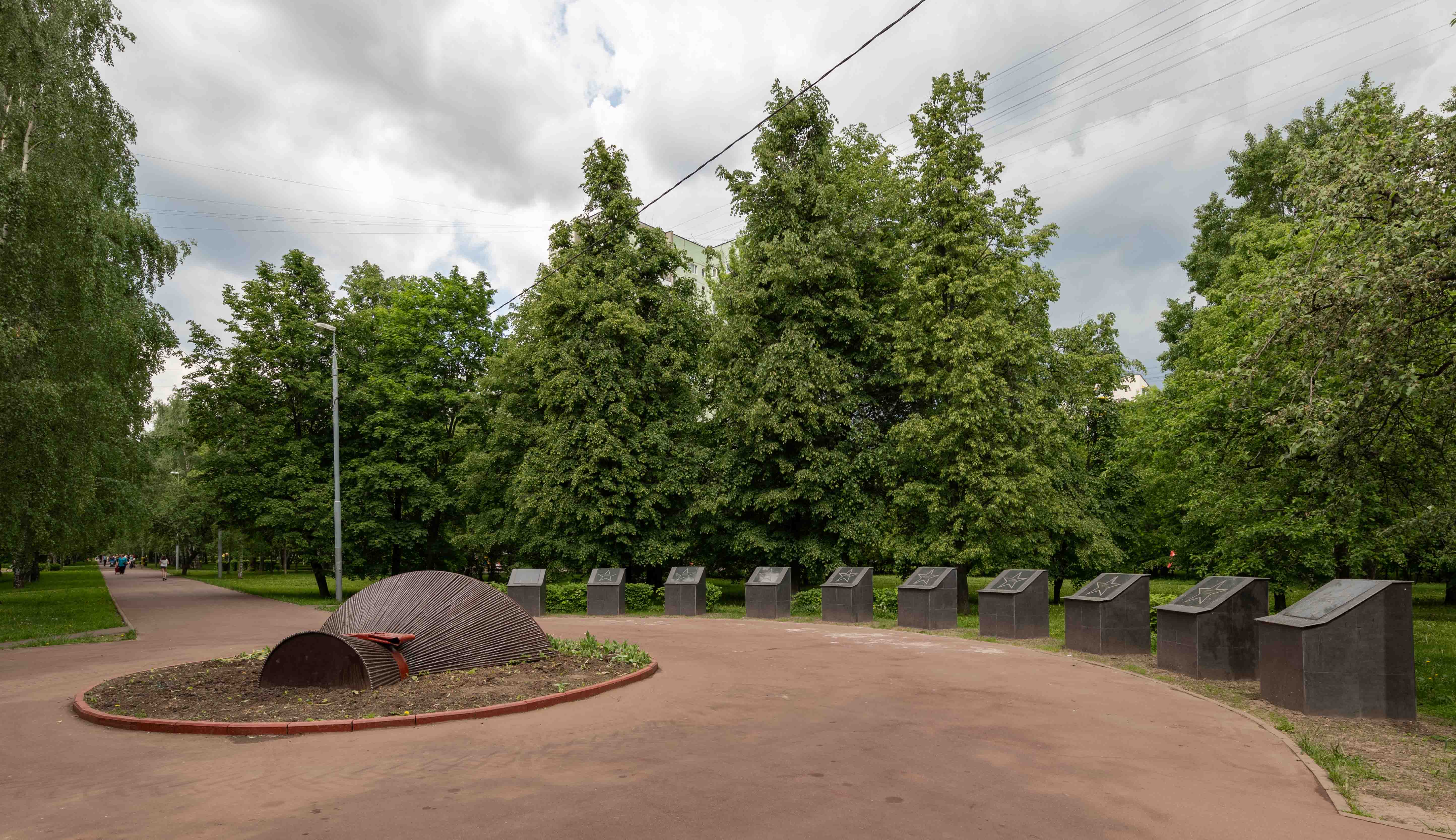
Сквер «Красная дорожка» (сквер на ул. Искры)

### Сквер «Красная дорожка»
Сквер площадью около 5,6 гектаров расположен вдоль улицы Искры. Своё название он получил по центральной прогулочной аллее красного цвета. В 2016 году сквер был благоустроен. Здесь размещены четыре игровых площадки для детей разных возрастов. Вдоль аллей разбиты цветники. В 2019 году ко Дню Победы в сквере обустроили Аллею славы — здесь установили десять памятных плит Героям СССР и России, жившим в Бабушкинском районе, на которых выгравированы имена и даты их жизни. На пересечении улиц Искры и Енисейской в сквере располагается деревянная Церковь Благовещения Пресвятой Богородицы в Раеве в стиле русского деревянного зодчества. Само здание построено в 1997 году на месте, где до революции стояла старая церковь. История первоначальной церкви берёт начало в XVI в..

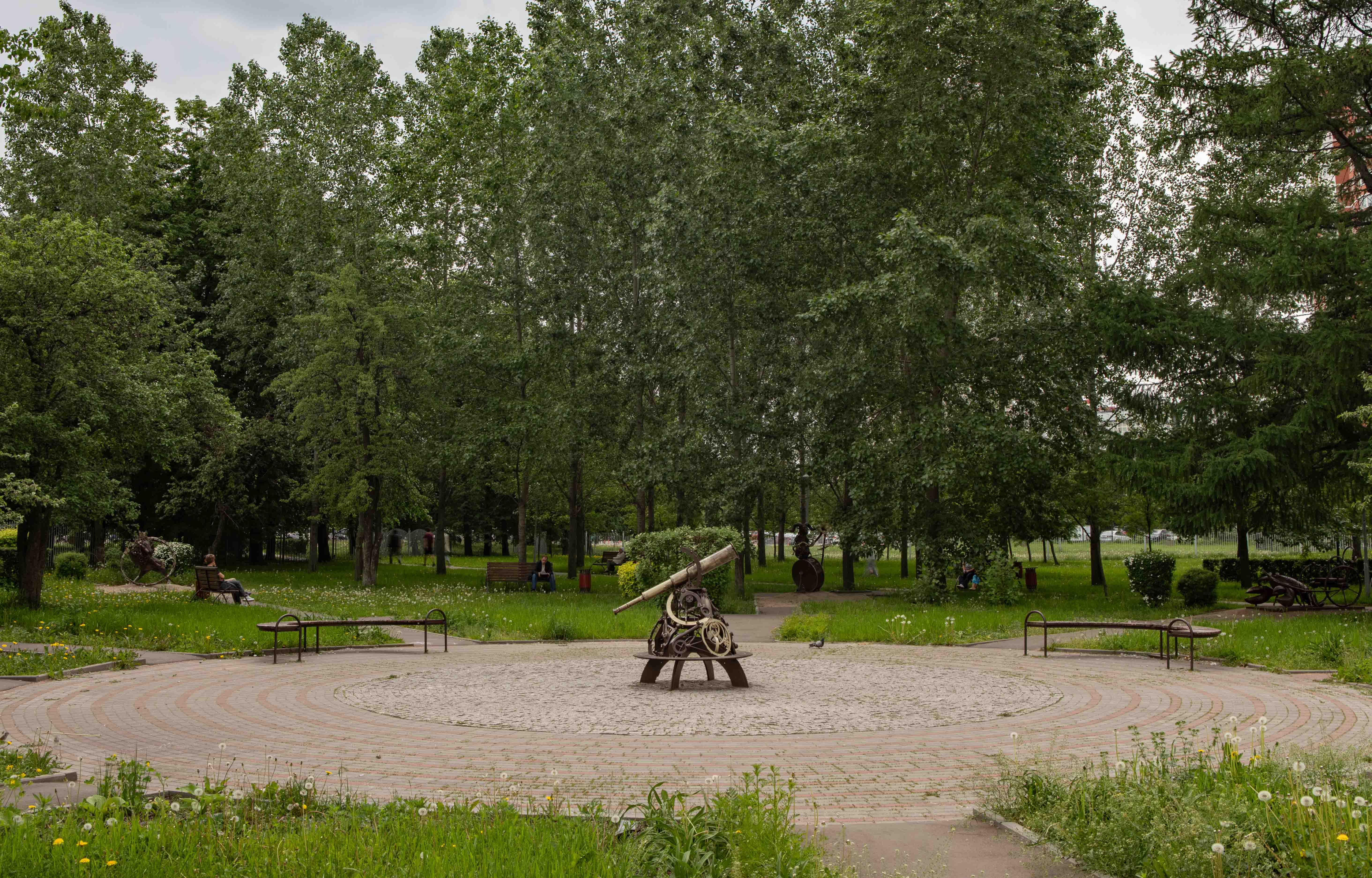
Сквер «Знаки зодиака»

### Сквер «Знаки зодиака»
Сквер площадью около 1 гектара располагается на пересечении Нового Берингова проезда и Енисейской улицы. Его обустроили в 2007 году в астрологической тематике — здесь установили 12 скульптур, олицетворяющих знаки зодиака. Их автор — скульптор Андрей Асерьянц, который создаёт свои работы из металлолома, найденного на свалках (всевозможных болтов, шурупов, шестерёнок и прочих металлических деталей). Сам сквер построен по подобию Солнечной системы. Аллеи здесь проложены в форме кругов, напоминающих орбиты планет, а в центре сквера расположена круглая зона отдыха со скамейками, от которой, как солнечные лучи, расходится множество тропинок. В центре круга установлена скульптура, изображающая телескоп, направленный в небо. Ограждение сквера также поддерживает астрологическую тему — на чугунных решётках изображены традиционные символы знаков зодиака и их название.
Сквер планируется благоустроить в 2022 году. Здесь установят новые фонари, высадят деревья и кустарники, построят площадку для занятия спорта с тренажерами и площадку для игры в стритбол, а также установят детскую площадку для разных возрастов и обустроят зону спокойного отдыха.

### Сквер на Верхоянской улице
В 2018 году, в год 50-летия вхождения Бабушкинского района в состав Москвы, на пустыре на Верхоянской улице обустроили сквер. Здесь располагается четыре детских площадки с резиновым покрытием для детей разных возрастов, одна из которых выполнена в морской тематике. Кроме того, в сквере обустроили спортивную площадку с турниками и тренажёрами и площадку для выгула собак с комплексами для дрессировки. На пересечении улиц Верхоянская и Лётчика Бабушкина была обустроена клумба в виде павлина с хвостом из цветочных насаждений. По итогам благоустройства в 2018 году проект сквера на Верхоянской улице победил в номинации «Лучшая реализация проекта обустройства общественного пространства» среди других объектов благоустройства Северо-Восточного административного округа.

### Сквер на пересечении улиц Лётчика Бабушкина и Коминтерна
В 2004 году в сквере был установлен памятник лётчику М.С. Бабушкину работы скульптора Владимира Лепешова. Здесь установлены декоративные арки, скамейки и разбиты цветники.

## Образование

### Дошкольное образование
Всего в районе работает 14 детских садов. В том числе специализированных: № 92 (с ортопедическими группами и группами для детей с задержкой развития), № 1120 (с логопедическими группами), № 1435 (с логопедическими группами), № 1744 (компенсирующего вида), № 2420 (компенсирующего вида).

### Среднее образование (в том числе профессиональное)
В Бабушкинском районе действует 6 школ. Учебные заведения начального и среднего профессионального образования представлены колледжем предпринимательства № 15 и Бизнес колледжем. В районе расположено Московское суворовское военное училище.

### Высшее образование
На территории Бабушкинского района расположены Московский пограничный институт ФСБ России, Академия экономической безопасности Министерства внутренних дел России, Академия социального управления, Московский экономический институт (НОУ ВПО МОСЭКИН).

## Улицы
Из-за того, что район находится на северо-востоке столицы, многие улицы носят «северные» названия:
- Анадырский проезд — сибирская река Анадырь
- Енисейская улица — река Енисей
- Печорская улица — река Печора
- Чукотский проезд — Чукотка
- Верхоянская улица — город Верхоянск
- Олонецкий проезд — город Олонец
- Ленская улица — река Лена

## Транспорт
По району проходят автобусные маршруты 93, 124, 176, 181, 183, 185, 238, 346, 349, 393, 601, 605, 696, 238к, с15, м54; трамвайный маршрут 17.

### Метро
В районе действует станция метро «Бабушкинская», а в юго-западной части — электродепо «Свиблово».

## Награды
- В 2007 году район был признан самым благоустроенным в Москве[31].